# Back in the Saddle
Back in the Saddle es el quinto álbum de estudio del cantante y guitarrista estadounidense Chris Cagle, lanzado el 26 de julio de 2012 por el sello Bigger Picture Music Group. El sencillo «Got My Country On» apareció en el top 15.

## Lista de canciones
| N.º | Título                           | Escritor(es)                               | Duración |  |
| 1.  | «Got My Country On»              | Kelly Archer, Danny Myrick, Justin Weaver  | 3:54     |  |
| 2.  | «I'll Grow My Own»               | Casey Beathard, Brad Warren, Brett Warren  | 4:00     |  |
| 3.  | «Something That Wild»            | Chris Cagle, Kim Tribble                   | 3:37     |  |
| 4.  | «Let There Be Cowgirls»          | Cagle, Tribble                             | 4:33     |  |
| 5.  | «Dance Baby Dance»               | Cagle, Brad Warren, Brett Warren           | 3:30     |  |
| 6.  | «When Will My Lover Come Around» | Jim Beavers, Jonathan Singleton            | 3:14     |  |
| 7.  | «Southern Girl»                  | Cagle, D. Vincent Williams                 | 4:26     |  |
| 8.  | «Probably Just Time»             | Dennis Matkosky, Melissa Pierce, Singleton | 4:03     |  |
| 9.  | «Thank God She Left the Whiskey» | Ashe Underwood, Justin Wilson              | 3:38     |  |
| 10. | «Now I Know What Mama Meant»     | Cagle, Clay Mills                          | 4:39     |  |
| 11. | «Just Enough»                    | Dallas Davidson, Phillip White             | 4:37     |  |
| 12. | «Summer Again» (bonus track)     |                                            | 3:10     |  |

## Posicionamientos en listas

### Álbum
| Lista (2012)                        | Mejor posición |
| ----------------------------------- | -------------- |
| EE. UU Billboard 200                | 27             |
| EE. UU Billboard Top Country Albums | 6              |

### Sencillos
| Año  | Sencillo                | Mejor posición    | Mejor posición    |
| Año  | Sencillo                | Hot Country Songs | Billboard Hot 100 |
| ---- | ----------------------- | ----------------- | ----------------- |
| 2011 | «Got My Country On»     | 12                | 86                |
| 2012 | «Let There Be Cowgirls» | 42                |                   |